# 聖華金區 (秘魯)
12°17′03″S 76°08′49″W / 12.2841°S 76.1469°W
聖華金區（西班牙語：Distrito de San Joaquín），是秘魯的一個區，位於該國中南部利馬大區的堯約斯省，始建於1954年10月11日，面積41.2平方公里，海拔高度2,947米，2005年人口243，人口密度每平方公里5.9人。